# Miskolczy István (történész)
Miskolczy István (Szeged, 1881. szeptember 1. – Budapest, Józsefváros, 1937. december 1.) római katolikus pap, piarista szerzetes, történész, gimnáziumi tanár, a Szent István Akadémia tagja.

## Életútja
Miskolczy István és Nagy Róza fiaként született. Tanulmányait szegedi, váci és kecskeméti középiskolákban, majd a budapesti egyetemen végezte. 1897-ben lépett a piarista szerzetesrendbe. 1905-ben szentelték pappá. Előbb a váci, majd a budai piarista gimnáziumban volt tanár. Később a szegedi egyetemen mint magántanár, a budapesti egyetem bölcsészkarán mint címzetes rendkívül tanár működött. Szakterülete a középkori magyar és egyetemes történelem volt, főként az Anjou-kor.
1927-ben a Szent István Akadémia tagjává választották.

## Művei
- A kegyestanítórendiek privigyei kollégiumának története. Vác, 1907. (Művelődéstörténeti Értekezések 26.)
- Itália a 13. században. Művelődéstörténeti képek. Budapest, 1908.
- Anjou Károly. Budapest, 1913.
- Bajtay J(ózsef) Antal. Budapest, 1914.
- Magyarország az Anjouk korában. Budapest, 1923. (Szent István Könyvek 9.)
- Anjou Károly balkáni politikája. Szeged, 1925.
- Emlékbeszéd Áldásy Antalról. Budapest, 1925. (A Szent István Akadémia Emlékbeszédei II. 5.)
- A középkori kereskedelem története. Budapest, 1926. (Szent István Könyvek 37.)
- Ludovico il Grande Angioino re d'Ungheria. Roma-Budapest, 1926.
- András herceg tragédiája és a nápolyi udvar. Budapest, 1928.
- A magyar Anjouk trónigénye Nápolyban. Budapest, 1928. (Különnyomat a Történelmi Szemléből)
- Egyetemes történet a tanító- és tanítónőképző intézetek számára. 1-3. kötet. Budapest, 1929-30.
- A 2. aversai tragédia. Budapest, 1930.
- A magyar nemzet története a tanító- és tanítónőképző intézetek 4. osztálya számára. Budapest, 1931. (Új kiadás: 1939)
- Magyarország története fiúközépiskolák 8. osztálya számára. Szolomajer Taszilóval. Budapest, 1931. (A Szent István Társulat Iskolai Segédkönyvei) (új lenyomat 1941)
- Anjou királyaink reformjai. Budapest, 1933.
- Nápolyi Johanna. Budapest, 1934. (Különnyomat a Budapesti Szemléből)
- Az 1348-iki nagy pestis és az egykorú orvostudomány. Budapest, 1936. (Különnyomat a Budapesti Szemléből)
- Egykorú vélemény II. József reformterveiről. Budapest, 1937. (A Szent István Akadémia Történelem, Jog-, és Társadalumtudományi Osztályának Felolvasásai II. 5.)
- Magyar-olasz összeköttetések az Anjou-korban. Magyar-nápolyi kapcsolatok. Budapest, 1937.
- Egyetemes történet a líceum és leánylíceum 1. osztálya számára. Mezősi Károllyal. Budapest, 1939. (A Szent István Társulat Líceumi Tankönyvei, új lenyomat 1942-44)
- Egyetemes történet a líceum és leánylíceum 2. osztálya számára. Mezősi Károllyal. Budapest, 1939. (A Szent István Társulat Líceumi Tankönyvei)

Balanyi Györggyel 1928-tól szerkesztette a Történelmi tankönyvek sorozatot.